# Voodoo (альбом Ди Энджело)
Voodoo  — второй студийный альбом американского R&B и неосоул-исполнителя Ди Энджело, выпущенный 25 января 2000 года на лейбле Virgin Records. Ди Энджело записывал альбом в течение 1997 и 1999 годов в студии Electric Lady Studios в Нью-Йорке, с большим количеством музыкантов, связанных с музыкальным коллективом Soulquarians. Спродюсированный в основном самим певцом, Voodoo отличается свободным фанковым звучанием, основанным на груве, и является отходом от более традиционной структуры песен его дебютного альбома Brown Sugar (1995). В его текстах затрагиваются темы духовности, любви, сексуальности, взросления и отцовства.
После активного продвижения и ожидания публики альбом получил коммерческий и критический успех. Альбом дебютировал на первом месте в американском хит-параде Billboard 200 с тиражом 320 000 копий за первую неделю, и продержался в чарте 33 недели. Альбом был раскручен пятью синглами, включая сингл «Untitled (How Does It Feel)», клип на который привлёк к Ди Энджело всеобщее внимание и вызвал споры. После выхода Voodoo получил всеобщее признание музыкальных критиков и принёс Ди Энджело несколько похвал. Многие издания назвали его одним из лучших альбомов года.
В 2001 году альбом Voodoo получил премию «Грэмми» за Лучший альбом в стиле R&B на 43-й церемонии вручения премии «Грэмми».
Ди Энджело продвигал Voodoo, организовав международный тур в поддержку альбома в конце 2000 года. Несмотря на успех в начале турне, оно было осложнено отменой концертов и личными разочарованиями Ди Энджело, связанными с его сексуализированным публичным образом, созданным маркетингом альбома. С тех пор Voodoo рассматривается музыкальными критиками как творческая веха жанра неосоул во время его расцвета и был продан тиражом более 1,7 миллиона копий в США, получив платиновый сертификат Ассоциации звукозаписывающей индустрии Америки (RIAA).

## Отзывы
| Оценки критиков                   | Оценки критиков |
| Источник                          | Оценка          |
| --------------------------------- | --------------- |
| AllMusic                          | [ 5 ]           |
| Entertainment Weekly              | A               |
| Melody Maker                      | [ 7 ]           |
| The New Rolling Stone Album Guide | [ 8 ]           |
| NME                               | 10/10           |
| Pitchfork                         | 10/10           |
| Q                                 | [ 10 ]          |
| Rolling Stone                     | [ 11 ]          |
| USA Today                         | [ 12 ]          |
| The Village Voice                 | A               |

Voodoo получил восторженные отзывы критиков, многие из которых назвали его «шедевром» и величайшей работой Ди Энджело. В The Village Voice Роберт Кристгау назвал его «глубоко смелым и претенциозным альбомом… …похожей на нечто среднее между британским трип-хоп-музыкантом Tricky и альбомом Riot Goin' On от группы Sly & the Family Stone», а о Ди Энджело написал, что «он ведёт от силы», а не от «мелодии и крюка», «чувство баса скорее тревожное, чем бутафорское». New Musical Express высоко оценил его разнообразное звучание и отметил, что альбом «представляет собой не что иное, как афроамериканскую музыку на перепутье… Просто назвать работу Ди Энджело неоклассическим соулом, согласно диктату корпорации, было бы упрощением, поскольку это означало бы игнорировать элементы водевильного джаза, мемфисского соула, регтаймового блюза, фанка и басовых грувов, не говоря уже о хип-хопе, которые просачиваются из каждой поры этих 13 призрачных песен». Кристофер Джон Фарли из Time назвал его «богатым воображением диском». Марк Энтони Нил из PopMatters назвал его «рабочим образцом „пост-соул“ чёрной поп-музыки». Джошуа Клейн из The A.V. Club отметил, что альбом «часто напоминает о более грязных кусочках поздних работ Слая Стоуна […] и о балладах первого Принса», и заявил: «Мягкая стратегия Ди Энджело часто приносит плоды […] смелое противоядие современным поп- и хип-хоп тенденциям».

## Награды и номинации
В 2001 году альбом Voodoo получил премию «Грэмми» за Лучший альбом в стиле R&B на 43-й церемонии вручения премии «Грэмми», которая была присуждена Ди Энджело и инженеру звукозаписи Расселу Элевадо. Песня «Untitled (How Does It Feel)» получила премию в категории Лучшее мужское вокальное R&B исполнение, а также была номинирована как Лучшая R&B песня.

### Итоговые списки
| Addicted to Noise                           | США            | Альбомы года                               | 2000 | *   |
| Barnes & Noble.com                          | США            | Альбомы года                               | 2000 | 12  |
| E! Online                                   | США            | Альбомы года                               | 2000 | *   |
| Elvis Costello (Vanity Fair, Issue No. 483) | США            | 500 Albums You Need                        | 2005 | *   |
| Eye Weekly Canadian Critics Poll            | США            | Альбомы года                               | 2000 | 22  |
| Ink Blot                                    | США            | Альбомы года                               | 2000 | 6   |
| LA Times                                    | США            | Альбомы года                               | 2000 | 7   |
| Michigan Daily                              | США            | Top 50 Albums of the New Millennium        | 2004 | 26  |
| Pitchfork                                   | США            | The Top 200 Albums of the 2000s            | 2009 | 44  |
| The Recording Academy                       | США            | Grammy Award for Best R&B Album            | 2001 | *   |
| Rolling Stone                               | США            | Альбомы года                               | 2000 | 4   |
| Rolling Stone                               | США            | The 500 Greatest Albums of All Time        | 2003 | 488 |
| Rolling Stone                               | США            | 100 Best Albums of the Decade              | 2009 | 23  |
| Rolling Stone                               | США            | The 500 Greatest Albums of All Time        | 2020 | 28  |
| Spin                                        | США            | Альбомы года                               | 2000 | 4   |
| Spin                                        | США            | 100 Greatest Albums 1985—2005              | 2005 | 80  |
| Time                                        | США            | Альбомы года                               | 2000 | 1   |
| The Village Voice                           | США            | Альбомы года                               | 2000 | 6   |
| Wall of Sound                               | США            | Альбомы года                               | 2000 | 10  |
| The Face                                    | Великобритания | Альбомы года                               | 2000 | 11  |
| The Guardian                                | Великобритания | The 100 Best Albums of the 21st Century    | 2019 | 13  |
| Mojo                                        | Великобритания | Альбомы года                               | 2000 | 26  |
| Muzik                                       | Великобритания | Альбомы года                               | 2000 | 7   |
| The New Nation                              | Великобритания | Top 100 Albums by Black Artists            | 2004 | 88  |
| Q                                           | Великобритания | Альбомы года                               | 2000 | *   |
| Uncut                                       | Великобритания | 150 Greatest Albums of the Decade          | 2009 | 68  |
| The Wire                                    | Великобритания | 50 Records of the Year                     | 2000 | 32  |
| Aftenposten                                 | Норвегия       | Альбомы года                               | 2000 | 10  |
| Dagsavisen                                  | Норвегия       | Альбомы года                               | 2000 | 4   |
| Natt & Dag                                  | Норвегия       | Альбомы года                               | 2000 | *   |
| Aftonbladet                                 | Швеция         | Альбомы года                               | 2000 | 8   |
| Nöjesguiden                                 | Швеция         | Альбомы года                               | 2000 | 3   |
| OOR                                         | Нидерланды     | Альбомы года                               | 2000 | 4   |
| OOR Moordlijst                              | Нидерланды     | Альбомы года                               | 2000 | 4   |
| Spex                                        | Германия       | Альбомы года                               | 2000 | 2   |
| Les Inrockuptibles                          | Франция        | Альбомы года                               | 2000 | 27  |
| Libération                                  | Франция        | Альбомы года                               | 2000 | 6   |
| Trax                                        | Франция        | Альбомы года                               | 2000 | 85  |
| Iguana                                      | Испания        | Альбомы года                               | 2000 | 14  |
| Rock de Lux                                 | Испания        | Альбомы года                               | 2000 | 11  |
| Rock de Lux                                 | Испания        | 100 Best Albums of the 2000s               | 2009 | 37  |
| BigO                                        | Сингапур       | Альбомы года                               | 2000 | 24  |
| Mucchio Selvaggio                           | Италия         | 100 Best Albums by Decade                  | 2002 | 25  |
| Rockerilla                                  | Италия         | Альбомы года                               | 2000 | 20  |
| Rumore                                      | Италия         | Альбомы года                               | 2000 | 9   |
| Pure Pop                                    | Мексика        | The Top 25 Albums of Each Year (2000—2002) | 2003 | 13  |
| Babylon                                     | Греция         | Альбомы года                               | 2000 | 8   |
| (*) означает список без указания места.     |                |                                            |      |     |

## Список композиций
Все треки написаны Ди Энджело, кроме указанных.
| №   | Название                                         | Автор(ы)                                       | Продюсеры               | Длительность |
| --- | ------------------------------------------------ | ---------------------------------------------- | ----------------------- | ------------ |
| 1.  | «Playa Playa»                                    | Майкл Арчер Энджи Стоун Амир Томпсон           |                         | 7:07         |
| 2.  | «Devil's Pie»                                    | М. Арчер Кристофер Эдвард Мартин               | Ди Энджело DJ Premier   | 5:21         |
| 3.  | «Left & Right» (при участии Method Man & Redman) | М. Арчер Камаль Фарид Реджи Нобл Клиффорд Смит |                         | 4:46         |
| 4.  | «The Line»                                       | М. Арчер                                       |                         | 5:15         |
| 5.  | «Send It On»                                     | М. Арчер Luther Archer Стоун                   |                         | 5:57         |
| 6.  | «Chicken Grease»                                 | М. Арчер Джеймс Пойзер Томпсон                 |                         | 4:36         |
| 7.  | «One Mo'gin»                                     | М. Арчер                                       |                         | 6:15         |
| 8.  | «The Root»                                       | М. Арчер L. Archer Charlie Hunter              |                         | 6:33         |
| 9.  | «Spanish Joint»                                  | М. Арчер Рой Харгроув                          |                         | 5:44         |
| 10. | «Feel Like Makin' Love»                          | Eugene McDaniels                               |                         | 6:22         |
| 11. | «Greatdayndamornin'/Booty»                       | М. Арчер Hunter Стоун Томпсон                  |                         | 7:35         |
| 12. | «Untitled (How Does It Feel)»                    | М. Арчер Рафаэл Садик                          | Ди Энджело Рафаэл Садик | 7:10         |
| 13. | «Africa»                                         | М. Арчер L. Archer Стоун Томпсон               |                         | 6:13         |

## Чарты
| Чарт (2000)                            | Высшая позиция |
| -------------------------------------- | -------------- |
| Канада (Canadian Albums Chart)         | 7              |
| Канада R&B Albums (Nielsen SoundScan)  | 4              |
| Нидерланды (Album Top 100)             | 28             |
| Франция (SNEP)                         | 57             |
| Германия (Offizielle Top 100)          | 68             |
| Новая Зеландия (RMNZ)                  | 10             |
| Норвегия (VG-lista)                    | 9              |
| Шотландия (Scottish Albums Chart)      | 100            |
| Швеция (Sverigetopplistan)             | 13             |
| Швейцария (Schweizer Hitparade)        | 42             |
| Великобритания (UK Albums Chart)       | 21             |
| Великобритания (UK R&B Albums Chart)   | 3              |
| США (Billboard 200)                    | 1              |
| США (Billboard Top R&B/Hip-Hop Albums) | 1              |

## Сертификации
| Регион | Сертификация | Продажи    |
| --- | ------------ | ---------- |
| Канада (Music Canada) | Золотой      | 50 000^    |
| Великобритания (BPI) | Золотой      | 100 000    |
| США (RIAA) | Платиновый   | 1 000 000^ |
| ^ Данные о тиражах приведены только на основе сертификации. · Данные о продажах + прослушиваниях приведены только на основе сертификации. |              |            |